# Руська Лашма (Мамолаєвське сільське поселення)
Руська Лашма́ (рос. Русская Лашма, ерз. Русская Лашма) — село у складі Ковилкінського району Мордовії, Росія. Входить до складу Мамолаєвського сільського поселення.
Населення — 8 осіб (2010; 21 у 2002).
Національний склад станом на 2002 рік:
- росіяни — 100 %